# Monastère de Miljkovac
Le monastère de Miljkovac (en serbe cyrillique : Манастир Миљковац ; en serbe latin : Manastir Miljkovac) est un monastère orthodoxe serbe situé près de Miljkovac, dans la municipalité de Pantelej, sur le territoire de la ville de Niš et dans le district de Nišava, en Serbie. Il est inscrit sur la liste des monuments culturels protégés de la république de Serbie (identifiant no SK 589),,.
Le monastère et son église sont dédiés à saint Nicolas.

## Présentation
L'ensemble monumental avec l'église Saint-Nicolas est situé à environ 2 km à l'est du village de Miljkovac, au pied de la forteresse de Železnik, dans la vallée de la rivière Toponička reka ; près de l'église se trouve un vieux konak bien conservé, ainsi que les vestiges d'une église dédiée à saint Église avec un autel encore visible aujourd'hui qui est un ancien autel romain.
L'église actuelle a été construite à la fin du XIXe siècle ou au début du XXe siècle à l'emplacement d'un ancien lieu de culte beaucoup plus grand faisant partie d'un monastère mentionné en 1458 dans les archives ottomanes. De cet ancien lieu de culte il ne subsiste que les vestiges de plusieurs arcades de style islamiques visibles sur les murs de l'abside et de la nef.
De plan rectangulaire, l'église est constituée d'une nef unique, sans narthex, prolongée par une abside demi-circulaire ; cette nef est dotée d'une voûte en berceau et l'édifice est doté d'un toit à pignon recouvert de tuiles. Les murs sont peints à l'extérieur et à l'intérieur.

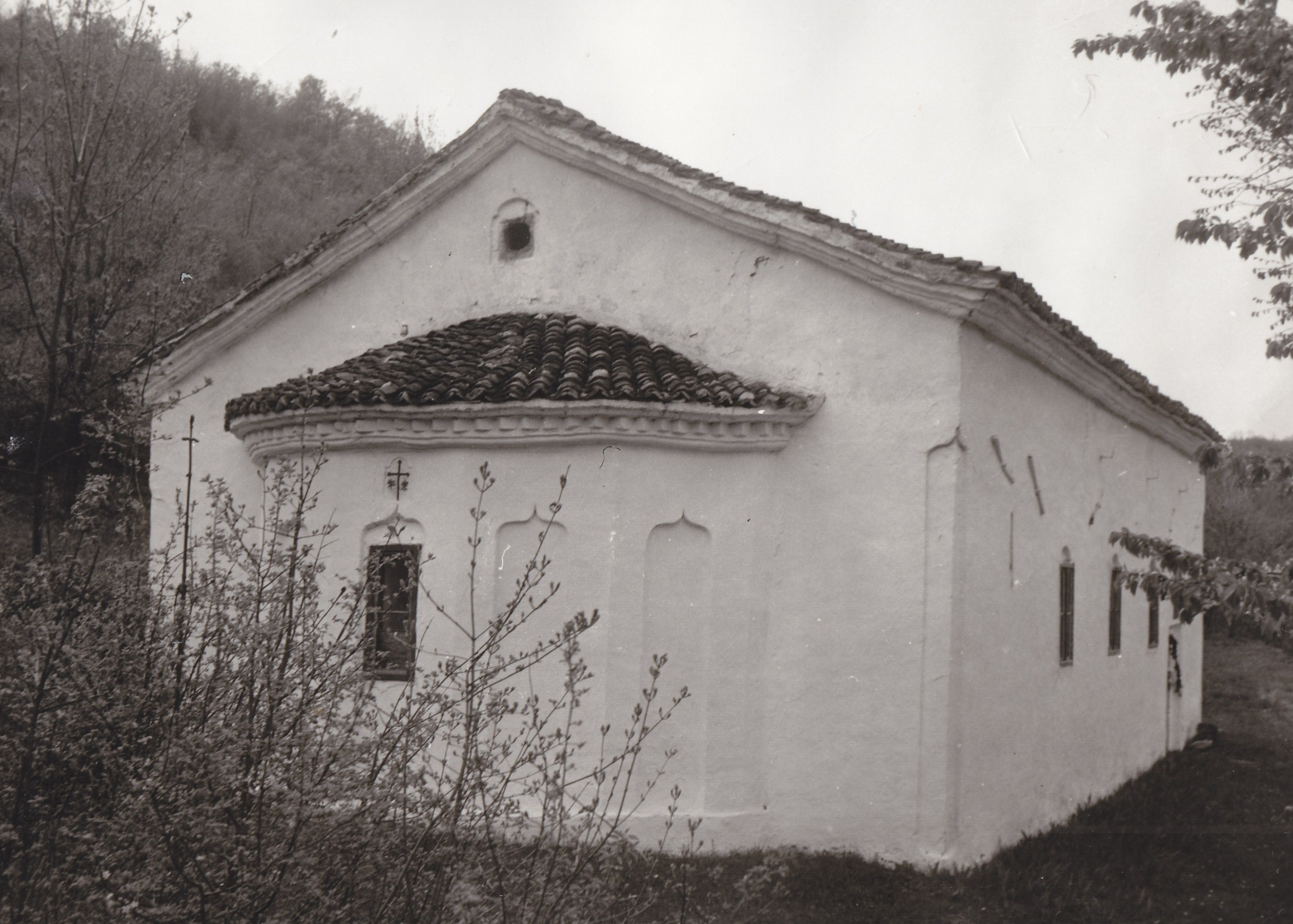
Le chevet de l'église.